# Tyropterovití
Tyropterovití, jinak také přísavníčkovití (Thyropteridae), představují malou čeleď amerických netopýrů.

## Systematika
Skupinu tyropterovitých poprvé popsal americký přírodovědec Gerrit Smith Miller Jr. roku 1907. Současná systematika tyto netopýry považuje za samostatnou čeleď v rámci nadčeledi vampýrovci (Noctilionoidea), kam spadají ještě mormoopidovití (Mormoopidae), listonosovití (Phyllostomidae), mystacinovití (Mystacinidae), noktilionovití (Noctilionidae), furipterovití (Furipteridae) a zřejmě i myzopodovití (Myzopodidae). Vampýrovci jsou rozšířeni převážně na jižní polokouli a jejich původ je pravděpodobně gondwanský, zřejmě africký. Nejstarší fosilní nálezy tyropterovitých pocházejí ze středního miocénu Kolumbie.
Čeleď zahrnuje pouze jeden rod a pět žijících druhů:
- druh Thyroptera devivoi Gregorin et al., 2006
- druh Thyroptera discifera (Lichtenstein & Peters, 1855) – netopýrek Petersův
- druh Thyroptera lavali Pine, 1993
- druh Thyroptera tricolor Spix, 1823 – netopýrek přísavkový
- druh Thyroptera wynneae Velazco, Gregorin, Voss & Simmons, 2014

## Popis

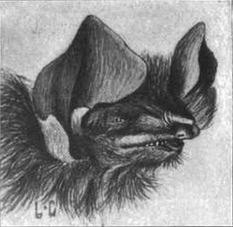
Thyroptera discifera, kresba hlavy

Tyropterovití jsou drobní netopýři: netopýrek přísavkový dosahuje tělesné hmotnosti pouhých 4 g. Tvarem křídel, vysokým klenutým čelem a tvarem ucha a tragu se podobají natalovitým a furipterovitým. Celkový zubní vzorec činí 2.1.3.33.1.3.3 = 38 zubů, shodně jako u natalovitých. Hlava se vyznačuje dlouhým štíhlým čenichem a nálevkovitými boltci. Jedinečným znakem těchto netopýrů jsou přísavkovité struktury, jež vyrůstají na bázi palců a na chodidlech. Přísavky mají vyztužené okraje a jsou zvlhčovány pomocí potních žláz. Netopýrům umožňují pohybovat se po hladkých, tvrdých površích, přičemž jediná přísavka je schopna unést váhu celého jedince. Tyropterovití představují jediné známé savce s pravými přísavkami, jež fungují na principu podtlaku.

## Ekologie
Tyropterovití se vyskytují v neotropické oblasti, a sice od jižního Mexika až po Peru a jižní Brazílii. Žijí především v tropických lesích a jejich potravu tvoří nelétavý hmyz a jiní bezobratlí.
Jedinečný je způsob, jakým tito netopýři hřadují: jsou extrémně specializováni pro život v hladkých, svinutých listech, na jejichž vnitřním povrchu se uchycují díky svým přísavkám. Podle některých experimentů došla jejich specializace tak daleko, že již nejsou schopni hřadovat na drsných površích, jako je stromová kůra. Obvykle hřadují v menších skupinách, přičemž preferovanými místy jsou mladé listy helikónií nebo strelíciovitých rostlin rodu Phenakospermum. Listy netopýrům poskytují ochranu před deštěm a predátory, ale jakožto místo pro hřadování jsou značně efemérní. Netopýři proto musí svá hřadoviště pravidelně obměňovat.